# 克氏軟口魚
克氏軟口魚（學名：Chondrostoma knerii）為輻鰭魚綱鯉形目雅羅魚科軟口魚屬的其中一種，被IUCN列為易危保育類動物，分布於歐洲克羅埃西亞、波斯尼亚和黑塞哥维那的内雷特瓦河流域，體長可達29.4公分，棲息在水質清澈的溪流底中層水域，生活習性不明，因棲地破壞而受到威脅。

## 扩展阅读
維基物種上的相關：克氏軟口魚